# Hindiyya
Hindiyya o al-Hindiyya (in arabo الهندية‎?) è una cittadina dell'Iraq sul fiume Eufrate. 
Al-Hindiyya si trova nel Governatorato di Karbala ed è anche chiamata Ṭuwairīj (in arabo طويريج‎?), che dà anche nome alla  "Marcia di Ṭuwairīj" (in arabo ركضة طويريج‎?, Rakḍa Ṭuwairīj) che ha luogo ogni anno come parte del cosiddetto Lutto di Muharram nel giorno dell'Ashura, in cui si onora la memoria del martire al-Husayn ibn Ali, figlio di 'Ali ibn Abi Talib e nipote di Maometto, ucciso dagli Omayyadi a Kerbelāʾ nel 680.
Nuri al-Maliki, nativo della cittadina, frequentò qui le scuole primarie.